# Novara Calcio 2011-2012
Questa voce raccoglie le informazioni riguardanti il Novara Calcio nelle competizioni ufficiali della stagione 2011-2012.

## Stagione
In seguito al doppio salto di categoria, la società provvedette a ristrutturare e ammodernare lo stadio Piola. Alla quarta giornata di campionato, la terza effettiva, il Novara sconfisse per 3-1 l'Inter. L'ultima vittoria in massima serie era datata 27 maggio 1956, ovvero ben 55 anni prima. Malgrado il successo contro i nerazzurri, la formazione piemontese fu relegata sul fondo della classifica per tutto il girone di andata che venne concluso con 12 punti.
All'inizio della fase di ritorno, Attilio Tesser fu sostituito in panchina da Emiliano Mondonico. L'ex tecnico dell'Atalanta conquistò appena 5 punti in 6 giornate, pur cogliendo un'altra affermazione sull'Inter (che a San Siro mancava dal 31 maggio 1953), seppur con polemiche sull’arbitraggio, con Carmine Russo che negherà un rigore solare ai meneghini. Il ritorno di Tesser non giovò al Novara, le cui sorti erano già delineate. La retrocessione divenne aritmetica a due turni dal termine, dopo il pareggio con la Fiorentina (2-2). A concludere il torneo furono un 3-0 sul Cesena, a sua volta già condannato, e una sconfitta di misura col Milan che si tradusse nel penultimo posto.

## Divise e sponsor
Lo sponsor tecnico è Joma, mentre lo sponsor ufficiale è Banca Popolare di Novara.
| Casa | Trasferta | Terza divisa |

## Rosa
Rosa, numerazione e ruoli sono aggiornati al 31 gennaio 2012.
| N. |                      | Ruolo | Calciatore                 |
| -- | -------------------- | ----- | -------------------------- |
| 1  | Kosovo (bandiera)    | P     | Samir Ujkani               |
| 2  | Italia (bandiera)    | C     | Luigi Giorgi               |
| 3  | Germania (bandiera)  | D     | Giuseppe Gemiti            |
| 4  | Italia (bandiera)    | D     | Andrea Lisuzzo             |
| 5  | Italia (bandiera)    | D     | Carlalberto Ludi           |
| 6  | Italia (bandiera)    | C     | Alex Pinardi               |
| 7  | Danimarca (bandiera) | C     | Daniel Jensen              |
| 7  | Svizzera (bandiera)  | C     | Rijat Shala                |
| 8  | Italia (bandiera)    | A     | Simone Motta               |
| 9  | Italia (bandiera)    | A     | Raffaele Rubino (capitano) |
| 10 | Italia (bandiera)    | C     | Marco Rigoni               |
| 11 | Giappone (bandiera)  | A     | Takayuki Morimoto          |
| 12 | Brasile (bandiera)   | D     | Gabriel Silva              |
| 13 | Cile (bandiera)      | D     | Carlos Labrín              |
| 13 | Italia (bandiera)    | D     | Alberto Cossentino         |
| 14 | Svizzera (bandiera)  | D     | Michel Morganella          |
| 15 | Italia (bandiera)    | D     | Paolo Hernán Dellafiore    |
| 16 | Italia (bandiera)    | A     | Mattia Maggio              |
| 17 | Italia (bandiera)    | C     | Filippo Porcari            |

| N. |                      | Ruolo | Calciatore                |
| -- | -------------------- | ----- | ------------------------- |
| 18 | Italia (bandiera)    | C     | Francesco Marianini       |
| 20 | Uruguay (bandiera)   | A     | Pablo Granoche            |
| 21 | Italia (bandiera)    | C     | Andrea Mazzarani          |
| 22 | Italia (bandiera)    | C     | Simone Pesce              |
| 23 | Serbia (bandiera)    | C     | Ivan Radovanović          |
| 24 | Italia (bandiera)    | D     | Massimo Paci              |
| 25 | Italia (bandiera)    | A     | Giuseppe Mascara          |
| 27 | Brasile (bandiera)   | A     | Jeda                      |
| 28 | Argentina (bandiera) | D     | Santiago García           |
| 29 | Italia (bandiera)    | A     | Andrea Caracciolo         |
| 30 | Italia (bandiera)    | D     | Matteo Centurioni         |
| 31 | Italia (bandiera)    | P     | Alberto Maria Fontana     |
| 32 | Francia (bandiera)   | D     | Jean-Christophe Coubronne |
| 34 | Francia (bandiera)   | D     | Guillaume Gigliotti       |
| 44 | Italia (bandiera)    | P     | Achille Coser             |
| 69 | Italia (bandiera)    | A     | Riccardo Meggiorini       |
| 92 | Italia (bandiera)    | A     | Karim Mohamed Ahmed       |
| 77 | Italia (bandiera)    | D     | Leandro Rinaudo           |

## Calciomercato

### Sessione estiva(dall'1/7 al 31/8)
| Acquisti | Acquisti                | Acquisti     | Acquisti      |
| R.       | Nome                    | da           | Modalità      |
| -------- | ----------------------- | ------------ | ------------- |
| D        | Sergio Contessa         | Melfi        | fine prestito |
| D        | Alberto Cossentino      | Gela         | fine prestito |
| A        | Christian Esposito      | Pro Vercelli | fine prestito |
| C        | Francesco Evola         | Cosenza      | fine prestito |
| A        | Emanuel Gigliotti       | All Boys     | fine prestito |
| C        | Christian Jidayi        | Lecco        | fine prestito |
| C        | Mattia Morandi          | Como         | fine prestito |
| C        | Lorenzo Galassi         | Parma        | definitivo    |
| D        | Massimo Paci            | Parma        | definitivo    |
| A        | Riccardo Meggiorini     | Genoa        | prestito      |
| C        | Andrea Mazzarani        | Udinese      | prestito      |
| A        | Takayuki Morimoto       | Catania      | comproprietà  |
| A        | Mattia Marchi           | Südtirol     | definitivo    |
| C        | Simone Pesce            | Ascoli       | definitivo    |
| P        | Achille Coser           | Ascoli       | definitivo    |
| A        | Pablo Granoche          | Chievo       | prestito      |
| C        | Luigi Giorgi            | Ascoli       | definitivo    |
| D        | Santiago García         | Palermo      | prestito      |
| C        | Ivan Radovanović        | Atalanta     | prestito      |
| D        | Paolo Hernán Dellafiore | Parma        | comproprietà  |
| A        | Jeda                    | Lecce        | prestito      |
| D        | Carlos Labrín           | Palermo      | prestito      |

| Cessioni | Cessioni              | Cessioni       | Cessioni      |
| R.       | Nome                  | a              | Modalità      |
| -------- | --------------------- | -------------- | ------------- |
| A        | Pablo Andrés González | Palermo        | fine prestito |
| C        | Davide Drascek        | Feralpisalò    | svincolato    |
| C        | Juliano               |                | svincolato    |
| C        | Andrea Parola         | Piacenza       | svincolato    |
| P        | Kevin Strukelj        |                | svincolato    |
| A        | Cristian Bertani      | Sampdoria      | definitivo    |
| D        | Sergio Contessa       | Fidelis Andria | comproprietà  |
| D        | Mavillo Gheller       | Pavia          | svincolato    |
| C        | Manuel Scavone        | Bari           | definitivo    |
| A        | Mattia Marchi         | Pavia          | comproprietà  |
| C        | Mattia Morandi        | Treviso        | prestito      |
| A        | Emanuel Gigliotti     | San Lorenzo    | prestito      |
| C        | Lorenzo Galassi       | Pavia          | prestito      |
| A        | Laurent Lanteri       | Foggia         | prestito      |
| C        | Rijat Shala           | Lugano         | definitivo    |
| D        | Guillaume Gigliotti   | Foggia         | prestito      |
| D        | Alberto Cossentino    | Fidelis Andria | prestito      |
| A        | Christian Esposito    | Catanzaro      | prestito      |
| A        | Simone Motta          | Triestina      | prestito      |
| C        | Francesco Evola       | Triestina      | prestito      |

### Sessione invernale(dal 3/1 al 31/1)
| Acquisti | Acquisti          | Acquisti | Acquisti   |
| R.       | Nome              | da       | Modalità   |
| -------- | ----------------- | -------- | ---------- |
| A        | Andrea Caracciolo | Genoa    | prestito   |
| C        | Daniel Jensen     |          | svincolato |
| D        | Leandro Rinaudo   | Napoli   | prestito   |
| A        | Giuseppe Mascara  | Napoli   | definitivo |
| D        | Gabriel Silva     | Granada  | prestito   |

| Cessioni | Cessioni            | Cessioni | Cessioni      |
| R.       | Nome                | a        | Modalità      |
| -------- | ------------------- | -------- | ------------- |
| D        | Carlos Labrín       | Palermo  | fine prestito |
| C        | Luigi Giorgi        | Siena    | prestito      |
| A        | Riccardo Meggiorini | Genoa    | fine prestito |
| C        | Alex Pinardi        | Vicenza  | prestito      |
| A        | Pablo Granoche      | Varese   | prestito      |

## Risultati

### Serie A

#### Girone di andata
| Arbitro: | Doveri (Roma 1) |

|                          |           |                             |
| Mazzarani 77’ Rigoni 84’ | Marcatori | 20’ (aut.) Ludi 73’ Bertolo |

| Arbitro: | Peruzzo (Schio) |

|                           |           |                        |
| Pellissier 5’ Théréau 24’ | Marcatori | 27’ Marianini 85’ Paci |

| Arbitro: | Giannoccaro (Lecce) |

|                          |           |              |
| Ribeiro 38’ Larrivey 86’ | Marcatori | 88’ Morimoto |

| Arbitro: | Bergonzi (Genova) |

|                                         |           |               |
| Meggiorini 38’ Rigoni 86’ (rig.), 90+1’ | Marcatori | 89’ Cambiasso |

| Arbitro: | Ostinelli (Como) |

|                            |           |             |
| Schelotto 34’ Cigarini 59’ | Marcatori | 89’ Porcari |

| Arbitro: | Brighi (Cesena) |

|                                         |           |                                       |
| Rigoni 49’ (rig.) Morimoto 65’ Jeda 85’ | Marcatori | 14’ Legrottaglie 56’ Lodi 90+1’ Gómez |

| Arbitro: | Doveri (Roma 1) |

|  |           |                               |
|  | Marcatori | 45+4’ Ramírez 63’ Acquafresca |

| Arbitro: | Guida (Torre Annunziata) |

|                                |           |  |
| Di Natale 33’, 49’ Domizzi 39’ | Marcatori |  |

| Arbitro: | Tagliavento (Terni) |

|            |           |            |
| Gemiti 80’ | Marcatori | 17’ Calaiò |

| Arbitro: | Romeo (Verona) |

|              |           |                   |
| Strasser 31’ | Marcatori | 44’ (rig.) Rigoni |

| Arbitro: | Rocchi (Firenze) |

|  |           |                       |
|  | Marcatori | 73’ Bojan 76’ Osvaldo |

| Arbitro: | Giannoccaro (Lecce) |

|            |           |  |
| Veloso 86’ | Marcatori |  |

| Arbitro: | Tommasi (Bassano del Grappa) |

|                       |           |                       |
| Rubino 70’ Rigoni 78’ | Marcatori | 29’ (aut.) Centurioni |

| Arbitro: | Gava (Conegliano) |

|                           |           |  |
| Biava 16’ Rocchi 23’, 72’ | Marcatori |  |

| Arbitro: | De Marco (Chiavari) |

|                 |           |              |
| Radovanović 70’ | Marcatori | 84’ Džemaili |

| Arbitro: | Gervasoni (Mantova) |

|                          |           |  |
| Pepe 4’ Quagliarella 75’ | Marcatori |  |

| Arbitro: | Damato (Barletta) |

|  |           |                                       |
|  | Marcatori | 20’ (rig.), 49’ Jovetić 42’ Montolivo |

| Arbitro: | Valeri (Roma 2) |

|                                         |           |              |
| Mutu 20’, 39’ (rig.) Rinaudo 45’ (aut.) | Marcatori | 88’ Morimoto |

| Arbitro: | De Marco (Chiavari) |

|  |           |                                  |
|  | Marcatori | 57’, 90’ Ibrahimović 73’ Robinho |

#### Girone di ritorno
| Arbitro: | Peruzzo (Schio) |

|                |           |  |
| Budan 41’, 72’ | Marcatori |  |

| Arbitro: | Massa (Imperia) |

|             |           |                            |
| Mascara 79’ | Marcatori | 33’ Pellissier 78’ Théréau |

| Novara 5 febbraio 2012, ore 15:00 CET 22ª giornata | Novara            | 0 – 0 referto | Cagliari | Stadio Silvio Piola (8.952 spett.)\| Arbitro: \| Gava (Conegliano) \| |
| Arbitro:                                           | Gava (Conegliano) |               |          |                                                                       |

| Arbitro: | Russo (Nola) |

|  |           |                |
|  | Marcatori | 56’ Caracciolo |

| Novara 19 febbraio 2012, ore 15:00 CET 24ª giornata | Novara          | 0 – 0 referto | Atalanta | Stadio Silvio Piola (9.075 spett.)\| Arbitro: \| Banti (Livorno) \| |
| Arbitro:                                            | Banti (Livorno) |               |          |                                                                     |

| Arbitro: | Calvarese (Teramo) |

|                                      |           |            |
| Bergessio 30’ Marchese 47’ Gómez 54’ | Marcatori | 84’ Rubino |

| Arbitro: | Tommasi (Bassano del Grappa) |

|                 |           |  |
| Acquafresca 82’ | Marcatori |  |

| Arbitro: | Peruzzo (Schio) |

|          |           |  |
| Jeda 16’ | Marcatori |  |

| Arbitro: | Celi (Bari) |

|  |           |                        |
|  | Marcatori | 72’ Rigoni 81’ Porcari |

| Novara 25 marzo 2012, ore 15:00 CET 29ª giornata | Novara                   | 0 – 0 referto | Lecce | Stadio Silvio Piola (11.000 spett.)\| Arbitro: \| Guida (Torre Annunziata) \| |
| Arbitro:                                         | Guida (Torre Annunziata) |               |       |                                                                               |

| Arbitro: | Romeo (Verona) |

|                                                                |           |                             |
| Marquinho 25’ Osvaldo 34’ Simplício 55’ Bojan 61’ Lamela 90+2’ | Marcatori | 17’ Caracciolo 77’ Morimoto |

| Arbitro: | Rocchi (Firenze) |

|             |           |            |
| Mascara 68’ | Marcatori | 7’ Palacio |

| Arbitro: | Tagliavento (Terni) |

|                           |           |  |
| Giovinco 27’ Jonathan 40’ | Marcatori |  |

| Arbitro: | Orsato (Schio) |

|                                |           |             |
| Diakitè 35’ (aut.) Mascara 79’ | Marcatori | 37’Candreva |

| Arbitro: | Doveri (Roma) |

|                             |           |  |
| Cavani 21’ P. Cannavaro 37’ | Marcatori |  |

| Arbitro: | Celi (Bari) |

|  |           |                                          |
|  | Marcatori | 16’, 64’ Vučinić 40’ Borriello 50’ Vidal |

| Arbitro: | Giannoccaro (Lecce) |

|                           |           |                            |
| Montolivo 48’ (rig.), 71’ | Marcatori | 14’ Jeda 30’ (rig.) Rigoni |

| Arbitro: | Merchiori (Ferrara) |

|                                    |           |  |
| Rigoni 28’ (rig.), 68’ (rig.), 85’ | Marcatori |  |

| Arbitro: | Velotto (Grosseto) |

|                         |           |            |
| Flamini 56’ Inzaghi 82’ | Marcatori | 20’ García |

### Coppa Italia

#### Turni preliminari
| Arbitro: | Tozzi (Ostia Lido) |

|                                                           |           |  |
| D'Aiello 10’ (aut.) Pinardi 57’ Meggiorini 74’ Gemiti 78’ | Marcatori |  |

| Arbitro: | Baracani (Firenze) |

|                        |           |                                  |
| Lanzafame 3’ López 70’ | Marcatori | 68’ Granoche 77’, 90’ Meggiorini |

#### Fase finale
| Arbitro: | Giannoccaro (Lecce) |

|                           |           |                 |
| El Shaarawy 24’ Pato 100’ | Marcatori | 88’ Radovanović |

## Statistiche

### Statistiche di squadra
Statistiche aggiornate al 13 maggio 2012.
| Competizione | Punti | In casa | In casa | In casa | In casa | In trasferta | In trasferta | In trasferta | In trasferta | Totale | Totale | Totale | Totale | Gf | Gs | DR  |
| Competizione | Punti | G       | V       | N       | P       | G            | V            | N            | P            | G      | V      | N      | P      | Gf | Gs | DR  |
| ------------ | ----- | ------- | ------- | ------- | ------- | ------------ | ------------ | ------------ | ------------ | ------ | ------ | ------ | ------ | -- | -- | --- |
| Serie A      | 32    | 19      | 5       | 8       | 6       | 19           | 2            | 3            | 14           | 38     | 7      | 11     | 20     | 35 | 65 | −30 |
| Coppa Italia |       | 2       | 2       | 0       | 0       | 1            | 0            | 0            | 1            | 3      | 2      | 0      | 1      | 8  | 4  | +4  |
| Totale       | -     | 21      | 7       | 8       | 6       | 20           | 2            | 3            | 15           | 41     | 9      | 11     | 21     | 43 | 69 | −26 |

### Andamento in campionato
| Giornata  | 1 | 2  | 3  | 4 | 5  | 6  | 7  | 8  | 9  | 10 | 11 | 12 | 13 | 14 | 15 | 16 | 17 | 18 | 19 | 20 | 21 | 22 | 23 | 24 | 25 | 26 | 27 | 28 | 29 | 30 | 31 | 32 | 33 | 34 | 35 | 36 | 37 | 38 |
| --------- | - | -- | -- | - | -- | -- | -- | -- | -- | -- | -- | -- | -- | -- | -- | -- | -- | -- | -- | -- | -- | -- | -- | -- | -- | -- | -- | -- | -- | -- | -- | -- | -- | -- | -- | -- | -- | -- |
| Luogo     | C | T  | T  | C | T  | C  | C  | T  | C  | T  | C  | T  | C  | T  | C  | T  | C  | T  | C  | T  | C  | C  | T  | C  | T  | T  | C  | T  | C  | T  | C  | T  | C  | T  | C  | T  | C  | T  |
| Risultato | N | N  | P  | V | P  | N  | P  | P  | N  | N  | P  | P  | V  | P  | N  | P  | P  | P  | P  | P  | P  | N  | V  | N  | P  | P  | V  | V  | N  | P  | N  | P  | V  | P  | P  | N  | V  | P  |
| Posizione | 8 | 11 | 15 | 9 | 16 | 16 | 17 | 17 | 17 | 18 | 18 | 18 | 17 | 18 | 18 | 18 | 18 | 20 | 20 | 20 | 20 | 20 | 20 | 20 | 20 | 20 | 19 | 19 | 19 | 19 | 19 | 19 | 19 | 19 | 19 | 19 | 19 | 19 |

Legenda:

Luogo: C = Casa; T = Trasferta. Risultato: V = Vittoria; N = Pareggio; P = Sconfitta.

### Statistiche dei giocatori
Sono in corsivo i calciatori che hanno lasciato la società a stagione in corso. Tra parentesi le autoreti.
| Giocatore       | Serie A  | Serie A | Serie A     | Serie A    | Coppa Italia | Coppa Italia | Coppa Italia | Coppa Italia | Totale   | Totale | Totale      | Totale     |
| Giocatore       | Presenze | Reti    | Ammonizioni | Espulsioni | Presenze     | Reti         | Ammonizioni  | Espulsioni   | Presenze | Reti   | Ammonizioni | Espulsioni |
| --------------- | -------- | ------- | ----------- | ---------- | ------------ | ------------ | ------------ | ------------ | -------- | ------ | ----------- | ---------- |
| A. Caracciolo   | 19       | 2       | 0           | 0          | 0            | 0            | 0            | 0            | 19       | 2      | 0           | 0          |
| M. Centurioni   | 22       | 0 (1)   | 5           | 0          | 1            | 0            | 0            | 0            | 23       | 0 (1)  | 5           | 0          |
| A. Coser        | 2        | -2      | 0           | 0          | 0            | 0            | 0            | 0            | 2        | -2     | 0           | 0          |
| A. Cossentino   | 0        | 0       | 0           | 0          | 0            | 0            | 0            | 0            | 0        | 0      | 0           | 0          |
| J. Coubronne    | 1        | 0       | 0           | 0          | 0            | 0            | 0            | 0            | 1        | 0      | 0           | 0          |
| P.H. Dellafiore | 17       | 0       | 3           | 0          | 0            | 0            | 0            | 0            | 17       | 0      | 3           | 0          |
| A.M. Fontana    | 15       | -26     | 0           | 0          | 0            | 0            | 0            | 0            | 15       | -26    | 0           | 0          |
| S. García       | 21       | 1       | 0           | 0          | 1            | 0            | 1            | 0            | 22       | 1      | 1           | 0          |
| G. Gemiti       | 34       | 1       | 1           | 1          | 2            | 1            | 1            | 0            | 36       | 2      | 2           | 1          |
| G. Gigliotti    | 0        | 0       | 0           | 0          | 0            | 0            | 0            | 0            | 0        | 0      | 0           | 0          |
| L. Giorgi       | 10       | 0       | 0           | 0          | 2            | 0            | 0            | 0            | 12       | 0      | 0           | 0          |
| P. Granoche     | 11       | 0       | 0           | 0          | 2            | 1            | 0            | 0            | 13       | 1      | 0           | 0          |
| Jeda            | 24       | 3       | 0           | 0          | 1            | 0            | 0            | 0            | 25       | 3      | 0           | 0          |
| D. Jensen       | 6        | 0       | 0           | 0          | 0            | 0            | 0            | 0            | 6        | 0      | 0           | 0          |
| C. Labrín       | 1        | 0       | 0           | 0          | 1            | 0            | 0            | 0            | 2        | 0      | 0           | 0          |
| A. Lisuzzo      | 21       | 0       | 0           | 0          | 0            | 0            | 0            | 0            | 21       | 0      | 0           | 0          |
| C. Ludi         | 10       | 0 (1)   | 1           | 0          | 2            | 0            | 0            | 0            | 12       | 0 (1)  | 1           | 0          |
| M. Maggio       | 1        | 0       | 0           | 0          | 0            | 0            | 0            | 0            | 1        | 0      | 0           | 0          |
| F. Marianini    | 13       | 1       | 2           | 0          | 1            | 0            | 0            | 0            | 14       | 1      | 2           | 0          |
| G. Mascara      | 15       | 3       | 0           | 0          | 0            | 0            | 0            | 0            | 15       | 3      | 0           | 0          |
| A. Mazzarani    | 20       | 1       | 1           | 0          | 2            | 0            | 0            | 0            | 22       | 1      | 1           | 0          |
| R. Meggiorini   | 13       | 1       | 3           | 1          | 2            | 3            | 0            | 0            | 15       | 4      | 3           | 1          |
| M. Morganella   | 31       | 0       | 2           | 0          | 2            | 0            | 0            | 0            | 33       | 0      | 2           | 0          |
| T. Morimoto     | 18       | 4       | 2           | 0          | 0            | 0            | 0            | 0            | 18       | 4      | 2           | 0          |
| S. Motta        | 0        | 0       | 0           | 0          | 0            | 0            | 0            | 0            | 0        | 0      | 0           | 0          |
| M. Paci         | 26       | 1       | 3           | 0          | 1            | 0            | 0            | 0            | 27       | 1      | 3           | 0          |
| S. Pesce        | 21       | 0       | 0           | 0          | 1            | 0            | 1            | 0            | 22       | 0      | 1           | 0          |
| A. Pinardi      | 10       | 0       | 0           | 0          | 1            | 1            | 0            | 0            | 11       | 1      | 0           | 0          |
| F. Porcari      | 35       | 2       | 5           | 0          | 2            | 0            | 0            | 1            | 37       | 2      | 5           | 1          |
| I. Radovanović  | 28       | 1       | 3           | 0          | 1            | 0            | 0            | 0            | 29       | 1      | 3           | 0          |
| M. Rigoni       | 35       | 11      | 1           | 0          | 1            | 0            | 0            | 0            | 36       | 11     | 1           | 0          |
| L. Rinaudo      | 5        | 0       | 0           | 0          | 0            | 0            | 0            | 0            | 5        | 0      | 0           | 0          |
| R. Rubino       | 19       | 2       | 1           | 0          | 1            | 0            | 0            | 0            | 20       | 2      | 1           | 0          |
| R. Shala        | 0        | 0       | 0           | 0          | 0            | 0            | 0            | 0            | 0        | 0      | 0           | 0          |
| G. Silva        | 3        | 0       | 0           | 0          | 0            | 0            | 0            | 0            | 3        | 0      | 0           | 0          |
| S. Ujkani       | 24       | -37     | 0           | 0          | 2            | -2           | 0            | 0            | 26       | -39    | 0           | 0          |